# Momolo
Momolo (diminutivo di "Gerolamo") è un personaggio letterario, protagonista di due opere teatrali di Carlo Goldoni:
- Momolo cortesan del 1738, rinominata più tardi L'uomo di mondo
- Il Momolo sulla Brenta del 1739-1740, rinominata più tardi Il prodigo

Appare anche in altre due commedie goldoniane: La donna di garbo (1743) e Una delle ultime sere di carnovale (1761), ma come personaggio minore.

## Caratteristiche
Momolo è il rampollo gioviale e spensierato di una ricca famiglia veneziana. Carlo Goldoni fa di lui un "cortesan", ossia un "uomo perfetto": 
(Carlo Goldoni, Memorie del signor Goldoni, op. cit.,  Tomo I, pp. 296)
Per Ugo Dettore, «è un personaggio puramente dominato dalla gioia di vivere, che si attua momento per momento senza pensare al futuro». È il rappresentante della ricca borghesia veneziana che nel XVIII secolo cominciava a sperperare ciò che avevano prodotto gli antenati in vari secoli di operosità e commerci.